# Heilig Hartbeeld (Kerkrade)
Het Heilig Hartbeeld is een standbeeld in de Kerkrade in de Nederlandse provincie Limburg.
Het beeld staat op de Markt in het centrum van de plaats op zo'n 175 meter ten noordoosten van de Sint-Lambertuskerk en stamt uit 1918. Het beeld is vervaardigd in Atelier Cuypers-Stoltzenberg.

## Beschrijving
Een stenen Christusfiguur houdt zijn beide handen gespreid. Op zijn borst is in reliëf het Heilig Hart met doornenkrans omwonden aangebracht. Het beeld staat op een hardstenen sokkel. Het opschrift luidt:

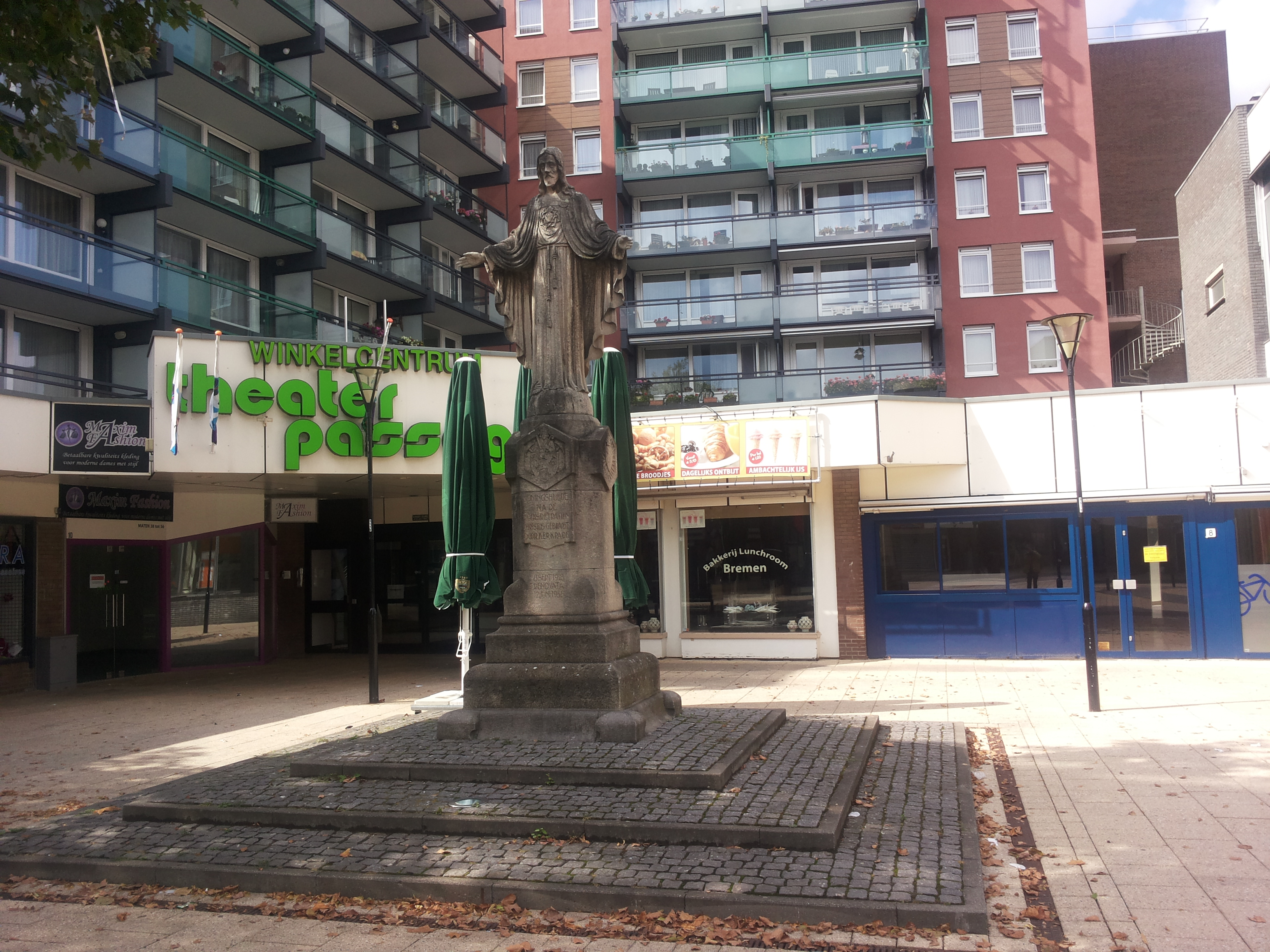
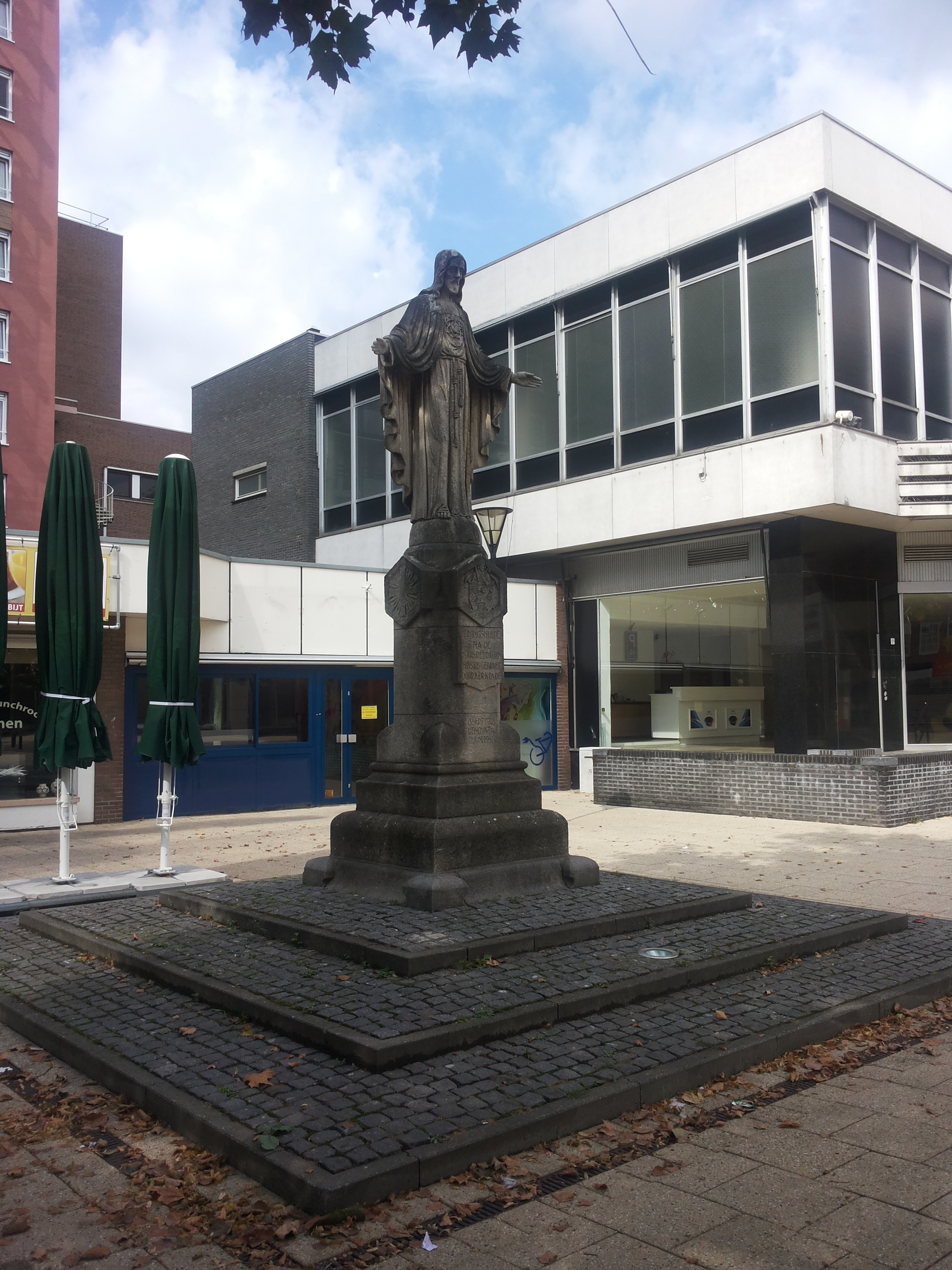

koningshulde
na de
volksretraiten
christus gebracht
door kerkrade

8 sept. 1918
renovata
12 juni 1938